# Mellanåstjärnen
Mellanåstjärnen är en sjö i Bollnäs kommun i Hälsingland och Falu kommun i Dalarna som ingår i Testeboåns huvudavrinningsområde.